# Stadtprozelten

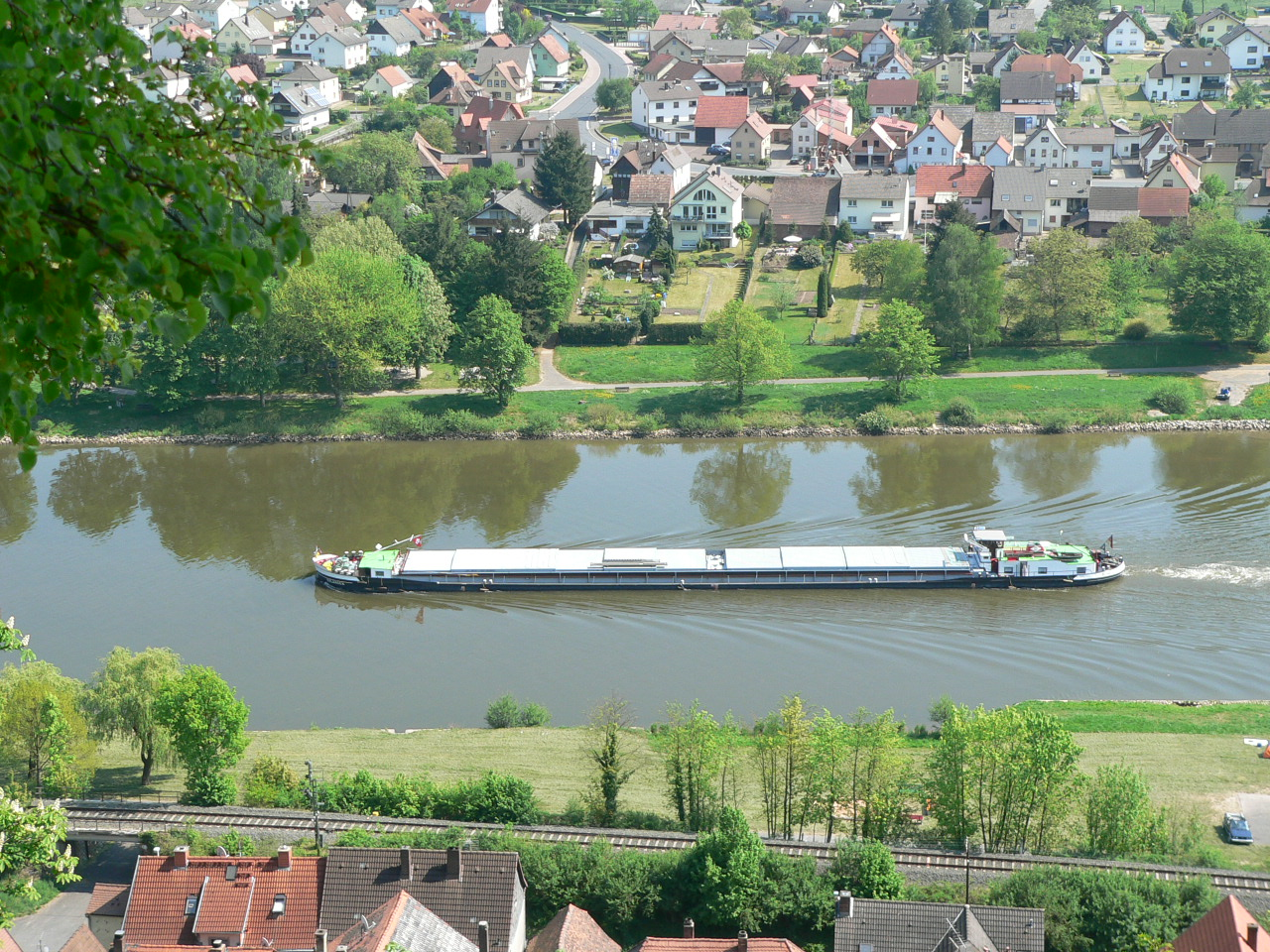
Stadtprozelten

Stadtprozelten este un oraș din Franconia Inferioară, landul Bavaria, Germania.